# Порто франко
 Тази статия е за икономическия термин.  За града в Бразилия вижте Порто Франко.  
Порто франко (на италиански: porto franco – свободно пристанище) е пристанище (или негова обособена част, пристанищен комплекс или дори обединение от пристанища), ползващо правото на безмитен внос и износ на стоки.
Такава зона не влиза в състава на митническата територия на държавата. Често се създава при съоръжаване на ново пристанище с цел да се привлекат товари. Повечето международни летища имат подобни обособени участъци, макар че обикновено се наричат международни или митнически/безмитни (duty free) зони.
В Руската империя режим на порто франко действа в редица пристанища – Феодосия (1798 – 1799), Одеса (1819 – 1858), Батуми (1878 – 1886), Владивосток (1861 – 1909), в устията на реките Об и Енисей (1870 – 1879, с ограничения до 1907 година).
От октомври 2015 г. в Руската федерация такъв режим действа в 15 общини в Приморски край. Планира се скоро това право да бъде предоставено също на редица пристанища в Камчатски и Хабаровски краеве, Сахалинска област, Чукотски автономен окръг, на базата за подводници от Тихоокеанския флот в гр. Вилючинск (Камчатски край) и на летище Елизово на Петропавловск Камчатски.